# شهرستان سبزوار
شهرستان سبزوار یکی از شهرستان‌های قدیمی استان‌های خراسان می‌باشد که از دوره ساسانیان شهر نشینی در آن شروع شد. این شهرستان در استان خراسان رضوی قرار دارد. مرکز این شهرستان شهر سبزوار است. جمعیت شهرستان بنا بر سرشماری ۱۳۹۵ برابر ۳۰۶٬۳۱۰ نفر و بنا بر برآورد سال ۱۴۰۰ برابر ۲۹۹٬۸۰۰ نفر گزارش شده است. علت اصلی کاهش جمعیت، انتزاع شهرستان ششتمد از شهرستان سبزوار در سال ۱۳۹۹ است. در سال‌های اخیر پنج شهرستان جغتای، جوین، خوشاب، داورزن و ششتمد از شهرستان سبزوار جدا شده‌اند

## تقسیمات اداری
در دومین قانون تقسیمات کشوری ایران (مصوب آبان ۱۳۱۶)، شهرستان سبزوار یکی از ۴ شهرستان استان (شمال شرق) تعیین شد و مشتمل بر سه بخش بود:
1. سبزوار، براکوه، طبس، جوین (به مرکزیت حکم‌آباد)
2. مزینان، فرومد، کاه باشتن، خوارتوران (به مرکزیت داورزن)
3. کوه‌میش، شامکان، تکاب، ربع شامات (به مرکزیت همایی)[۵]

فقط دو ماه بعد یعنی دی ۱۳۱۶، تقسیمات اصلاح شد و سبزوار یکی از ۷ شهرستان استان نهم بود، مشتمل بر پنج بخش: سبزوار، جغتای، داورزن، صفی‌آباد، و تکاب.
دو سال بعد نام بخش تکاب به ششتمد تغییر کرد.
خرداد ۱۳۳۹ بخش‌های بام و صفی‌آباد و جغتای از شهرستان سبزوار جدا شدند تا به همراه بخش اسفراین از شهرستان بجنورد، شهرستان نوبنیاد اسفراین را تشکیل دهند.
آذر همان سال بخش جغتای به شهرستان سبزوار عودت داده شد.
دهستان طبس و دهستان بالاجوین نیز به ترتیب در خرداد و دی سال بعد به بخش‌های حومه و جغتای شهرستان سبزوار عودت داده شدند.
پس از انقلاب ۱۳۵۷، سومین قانون تقسیمات کشوری ایران (مصوب ۱۳۶۲) مبنای کار قرار گرفت.
بخش‌های جوین، روداب، و خوشاب هر سه در ۲۱ تیر ۱۳۶۸ ایجاد شدند.
طبق مصوبه هیئت وزیران در تاریخ ۲۱ شهریور ۱۳۶۹، شهرستان سبزوار شامل بخش‌های مرکزی، جغتای، جوین، خوشاب، داورزن، رودآب و ششتمد بود.
در ۲۹ مهر ۱۳۸۶ بخش‌های جغتای و جوین از شهرستان سبزوار جدا شده و هر کدام به شهرستان ارتقاء یافتند.
در ۲۸ شهریور ۱۳۸۹، بخش خوشاب جدا شد و شهرستان خوشاب شکل گرفت.
بخش داورزن نیز در سال ۱۳۹۱ از شهرستان سبزوار جدا شد و به شهرستان داورزن ارتقاء یافت. در اردیبهشت ۱۳۹۹، نوبت به بخش ششتمد رسید و این بخش نیز به شهرستان ارتقا یافت.
در حال حاضر، شهرستان سبزوار شامل دو بخش مرکزی و رودآب است.
| شهرستان | بخش‌ها | دهستان‌ها  | شهرها  | نقشه                                                |
| ------- | ----- | --------- | ------ | --------------------------------------------------- |
| سبزوار  | مرکزی | رباط      | سبزوار | خواشد کوه همایی فروغن رباط قصبه شرقی قصبه غربی کراب |
| سبزوار  | مرکزی | قصبه شرقی | سبزوار | خواشد کوه همایی فروغن رباط قصبه شرقی قصبه غربی کراب |
| سبزوار  | مرکزی | قصبه غربی | سبزوار | خواشد کوه همایی فروغن رباط قصبه شرقی قصبه غربی کراب |
| سبزوار  | مرکزی | کراب      | سبزوار | خواشد کوه همایی فروغن رباط قصبه شرقی قصبه غربی کراب |
| سبزوار  | روداب | خواشد     | رودآب  | خواشد کوه همایی فروغن رباط قصبه شرقی قصبه غربی کراب |
| سبزوار  | روداب | فروغن     | رودآب  | خواشد کوه همایی فروغن رباط قصبه شرقی قصبه غربی کراب |
| سبزوار  | روداب | کوه همایی | رودآب  | خواشد کوه همایی فروغن رباط قصبه شرقی قصبه غربی کراب |

## اماکن تاریخی، آثار باستانی و جهانگردی

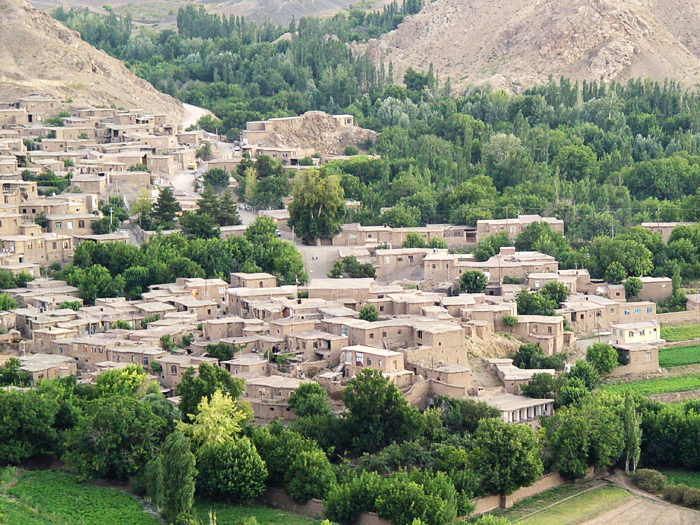
روستای گردشگری طبس

### روستاها

#### طبس
روستای سرسبز و خوش آب و هوای طبس در ارتفاعات شمالی شهرستان واقع شده و از اقامتگاه بومگردی نیز برخوردار است.

#### دهکدهٔ توریستی زعفرانیه
در بخش مرکزی شهرستان روستای زعفرانیه با ۶ اثر ثبت شده و با برخورداری از اقامتگاه بومگردی و امکانات خدماتی و رفاهی جذب‌کنندهٔ گردشگران است.

### جاذبه‌های طبیعی

#### آبشارها
- آبشار بید
- آبشار بفره (ساروق)
- آبشار سراچو
- آبشار نورآباد

#### درختان کهنسال
- سرو کهنسال بیزه
- چنار روستای ساروق ۱۰۰۰ساله
- چنار ۲٬۵۰۰ ساله کیذقان
- چنار ۱۱۰۰ سالهٔ روستای نوده انقلاب

## جغرافیا
جانوران زیادی از جمله آهوی ایرانی و یوزپلنگ آسیایی در مناطق شبه کویری و کوهستانی شهرستان زندگی می‌کنند.
مهم‌ترین منابع آبی منطقه رودخانه کالشور سبزوار است که از بخش جنوبی شهرستان می‌گذرد و درفصول بارندگی میزبان پرندگانی همچون مرغابی‌های سرسبز، خوتکا، آنقوت و از خانواده حواصیل‌ها بوتیمار، اگرت بزرگ و حواصیل خاکستری است که برای گذران زمستان به این منطقه مهاجرت می‌کنند.
میش‌مرغ، بزرگ‌ترین پرندهٔ قابل پرواز نیز در این منطقه دیده شده است.

از دهه ۷۰ به بعد برای حفظ زیستگاه و جلوگیری از شکار بی‌رویه چند منطقه در شهرستان شکارممنوع اعلام شد که عبارتند از:
- پناهگاه حیات وحش شیراحمد
- منطقه حفاظت‌شده پروند
- منطقه شکارممنوع ساروق
- منطقه شکارممنوع کمرقلعه

در این مناطق که توسط سازمان محیط زیست اداره می‌شوند علاوه بر منابع آبی طبیعی، برکه‌هایی مصنوعی نیز تعبیه شده که آب آن‌ها از چاه تأمین می‌شود.
درگذشته مردم شوروی سابق نیز برای گذران زمستان به این مناطق سفر می‌کردند.

## قالی‌بافی
سبزوار تاریخ غنی در طراحی فرش دارد و از حداقل ۱۵۵۵ میلادی منبع مهم فرش ایرانی بوده است. فرش‌ها در حدود ۲۰۰ روستا در منطقه بافته می‌شده و در بازار گردآوری و به فروش می‌رسیده است.
فرش سبزوار معمولاً از جنس پنبه و پشم است و با الگوی منحنی و نقوش گلدار با مدال‌هایی با آویزهای بزرگ تزئین شده است.
فرش‌ها در ابعاد مختلف و اندازه‌های بزرگ بوده و در اکثر آنها طرح گل سبزوار دیده می‌شود.
گل‌های قرمز و آبی در یک شاخه در کادر فرش، مشخصهٔ اصلی طرح قالی سبزوار است که در هیچ جای دیگری دیده نمی‌شوند و خاصهٔ فرش سبزوار است.
پشم در سبزوار نیز به دلیل محتویات مس در آب منطقه، یکی از مرغوبترین و بهترین‌ها در ایران است.
طرح دیگری که در چند دهه گذشته در سبزوار از آن استفاده می‌شده طرح شیخ چشمی بوده که حتی امروزه نیز کم و بیش توسط بافندگان از آن استفاده می‌شود. نام این طرح از شخصی با این اسم گرفته شده که استاد بافتن فرش بود و این طرح را از کرمان به سبزوار آورد.
تیمور لنگ در خاطراتش دربارهٔ قالی بافی در سبزوار چنین نوشته است: «به من گفته بودند که در سبزوار، سیصد هزار کارگر، درکارخانه‌های قالی‌بافی به کار مشغول هستند و آنجا بزرگ‌ترین مرکز قالی‌بافی دنیا است.
من نمی‌توانستم باور کنم که سبزوار سیصد هزار کارگر قالی‌باف داشته باشد ولی می‌دانستم که در دنیا مکانی نیست که بیش از سبزوار در آن قالی ببافند.»
با توجه به حوادث تاریخی می‌توان دریافت که قالیبافی در سبزوار به‌طور مداوم پررونق نبوده است. بر طبق آمار، صنعت فرش در سبزوار درسال ۱۳۶۰ در اوج خود بوده (بیش از ۱۰۰۰۰ کارگاه بافندگی با بیش از ۴۰۰۰۰ بافنده) اما اکنون رو به زوال است.
پنبه سبزوار نیز در استان، درجه یک است. اولین کارخانه پنبه سبزوار، در سال ۱۳۳۲ تأسیس شده است. بدیهه سرایی زیر نشان از شهرت پشم و نمد سبزوار است.
| نمد سبزوار از پشم است      |  | زیر ابروی مردمان چشم است |
| آنچه در چشم می‌رود خواب است |  | آنچه در جوی می‌دود آب است |

## فهرست حاکمان
فهرست حاکمان سبزوار از زمان ناصرالدین‌شاه تا پس از مشروطیت
| سال ه‍.ق)    | حاکم                                                         | سمت         | ملاحظات                                                                        |
| ---------- | ------------------------------------------------------------ | ----------- | ------------------------------------------------------------------------------ |
| ‎ ۱۲۷۲–۷۷   | مصطفی قلی‌خان                                                 | نایب‌الحکومه | منصوب حسام‌السلطنه، حاکم خراسان                                                 |
| ۱۲۸۴       | پرویز میرزا نیرالدوله                                        | حاکم        | منصوب حاکم وقت خراسان                                                          |
| ‎ ۱۲۸۶–۸۷   | لطف‌الله میرزا                                                | حاکم        | منصوب حاکم وقت خراسان                                                          |
| ‎ ۱۲۹۱–۱۲۹۳ | میرزا محمد حسین خان هراتی                                    | نایب‌الحکومه |                                                                                |
| ۱۲۹۳       | پرویز میرزا نیرالدوله                                        | حاکم        | حکومت همزمان سبزوار و نیشابور، منصوب رکن‌الدوله، حاکم خراسان                    |
| ۱۲۹۸       | علی نقی میرزا عین‌الملک                                       | حاکم        | منصوب رکن‌الدوله                                                                |
| ۱۳۰۰       | حاج فرامرز خان ناوی سبزواری                                  | نایب‌الحکومه | منصوب حکومت مرکزی                                                              |
| ۱۳۰۰       | پرویز میرزا نیرالدوله                                        | حاکم        | منصوب حاکم خراسان                                                              |
| ۱۳۰۳       | پرویز میرزا نیرالدوله                                        | حاکم        | حکومت همزمان سبزوار، جوین، اسفراین، بام و صفی‌آباد، منصوب رکن‌الدوله حاکم خراسان |
| ۱۳۰۵       | سهام‌الملک                                                    | حاکم        | منصوب حاکم خراسان                                                              |
| ۱۳۰۵–۷     | غلامحسین خان                                                 | نایب‌الحکومه | منصوب حاکم خراسان                                                              |
| ۱۳۰۷       | محمدامین میرزا                                               | حاکم        | منصوب حاکم خراسان                                                              |
| ۱۳۰۸–۱۰    | مؤتمن‌الملک                                                   | حاکم        | حکومت سبزوار و جوین، منصوب میرزا فتحعلی‌خان صاحب‌دیوان، حاکم خراسان              |
| ۱۳۱۰       | سلطان حسین میرزا نیرالدوله                                   | حاکم        | منصوب مؤیدالدوله، حاکم خراسان                                                  |
| ۱۳۱۲       | فتح‌السلطنه                                                   | نایب‌الحکومه | به نیابت از پدرش نیرالدوله                                                     |
| ۱۳۱۳–۱۴    | اسدالله خان والی‌زاده تهرانی، میرزا محمدخان هراتی (مدت کوتاه) | حاکم        | منصوب آصف‌الدوله، حاکم خراسان                                                   |
| ۱۳۱۴–۱۷    | علی‌نقی میرزا عین‌الملک                                        | حاکم        | منصوب رکن‌الدوله (پدر عین‌الملک)                                                 |
| ۱۳۱۸       | سهام‌الملک                                                    | حاکم        | منصوب سلطان حسین میرزا نیرالدوله، حاکم خراسان                                  |
| ۱۳۱۸       | مجدالملک                                                     | حاکم        | منصوب نیرالدوله دوم، حاکم خراسان                                               |
| ۱۳۱۹       | مؤتمن‌السلطنه (پسر مستشارالسلطنه)                             | حاکم        | منصوب نیرالدوله دوم، حاکم خراسان                                               |
| ۱۳۲۰       | حاجی صدرالدوله                                               | حاکم        | منصوب نیرالدوله دوم، حاکم خراسان                                               |
| ۱۳۲۰–۲۱    | حاجی محمد میرزا                                              | حاکم        | منصوب نیرالدوله دوم، حاکم خراسان                                               |
| ۱۳۲۱–۲۳    | علی خان معززالدوله                                           | حاکم        | منصوب آصف‌الدوله شاهسون، حاکم خراسان                                            |
| ۱۳۲۳–۲۵    | محمدکریم‌خان معززالملک نردینی (پدر تیمورتاش)                  | حاکم        | منصوب حاکم خراسان                                                              |
| ۱۳۲۵       | رفعت‌الدوله                                                   | نایب‌الحکومه | منصوب رکن‌الدوله دوم، حاکم خراسان                                               |
| ۱۳۲۶       | عین‌الملک دوم                                                 | حاکم        | منصوب رکن‌الدوله دوم، حاکم خراسان                                               |
| ۱۳۲۷–۲۸    | شاهزاده امجدالدوله رکنی                                      | حاکم        | منصوب حاکم خراسان                                                              |
| ۱۳۲۹       | اعدالدوله                                                    | حاکم        | منصوب حاکم خراسان                                                              |
| ۱۳۲۹       | سردار امنع                                                   | حاکم        | در زمان تسخیر سبزوار به دست جعفرخان رشید سلطان                                 |
| ۱۳۳۶–۳۷    | امیر ارفع حشمت‌الدوله                                         | حاکم        | منصوب حاکم خراسان                                                              |